# Gasometer (Wiedeń)
Gasometer – cztery zabytkowe budynki zlokalizowane w wiedeńskiej dzielnicy Simmering, pełniące niegdyś funkcję zbiorników gazu.
Każdy z obiektów ma pojemność 90 tys. m³ – w chwili oddania do użytku były to największe zbiorniki gazu w Europie. Zostały zbudowane jako element gazowni miejskiej Gaswerk Simmering w latach 1896–1899 w wyniku konkursu na gazownię, wygranego przez berlińskiego inżyniera o nazwisku Simmering. Były używane jako zbiorniki gazu do 1986 r. Ich zamknięcie spowodowane było przejściem z gazu miejskiego na gaz ziemny, które nastąpiło w latach 1970–1978. W 1995 r. zdecydowano na ich rewitalizację. Zdemontowano instalacje, pozostawiając zewnętrzne ceglane mury, które wykorzystano jako zewnętrzne ściany nowych obiektów. Mieszczą one ponad 600 mieszkań, biura, sklepy, akademik, archiwum miejskie, centrum kinowe i in.
Projekty adaptacyjne wykonali:
- Jean Nouvel (Gasometer A)
- Coop Himmelb(l)au(inne języki) (Gasometer B)
- Manfred Wehdorn(inne języki) (Gasometer C)
- Wilhelm Holzbauer (Gasometer D)

Zostały one zrealizowane w latach 1999–2001.

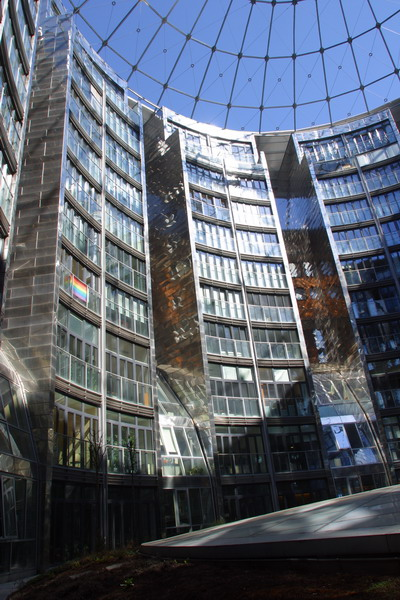
Gasometer A
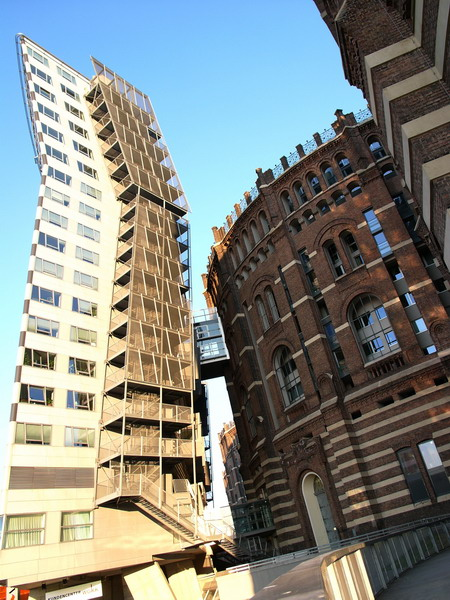
Gasometer B
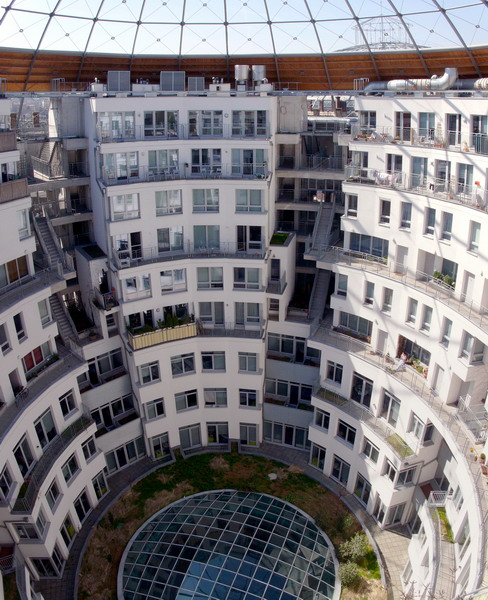
Gasometer C
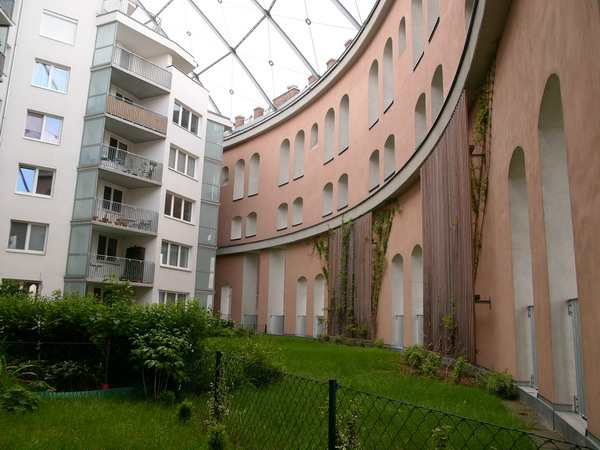
Gasometer D